# Селище (струмок)
Селище — струмок в Україні, у Семенівському районі Чернігівської області. Права притока Сухомлинки (басейн Дніпра).

## Опис
Довжина струмка приблизно 5,6 км.

## Розташування
Бере початок у селі Жадове. Тече переважно на північний схід і впадає у річку Сухомлинку, ліву притоку Ірванця.